# Porsche Targa
Als Porsche Targa werden die seit 1965 gefertigten Modelle des Porsche 911 und 912 bezeichnet, die mit einer besonderen Dachkonstruktion – mit herausnehmbarem Dachmittelteil und fest montiertem Sicherheitsbügel, beziehungsweise seit 1996 einem großen Panoramaglasdach – ausgestattet sind. Der Begriff Targa entstand aus Targa Florio, ein von 1906 bis 1977 ausgeführtes berühmtes Langstreckenrennen, bei dem die Zuffenhäuser im Laufe ihrer Motorsport-Karriere einige entscheidende Siege erringen konnten. Dass Targa im Italienischen „Schild“ bedeutet, war den Verantwortlichen zum Zeitpunkt der Benennung nicht bekannt. Die Bezeichnung Targa ist ein von der Dr. Ing. h. c. F. Porsche AG für Automodelle markenrechtlich geschützter Begriff.
Parallel zum 911 Targa bot Porsche von 1969 bis 1976 mit dem in Kooperation mit Volkswagen entwickelten und vertriebenen Porsche 914 noch ein weiteres Modell mit Targadach an. Im Unterschied zum 911 und 912 war der 914 jedoch ausschließlich mit Targadach lieferbar. Ab 1976 standen den Frischluftfreunden unter den Porsche-Fahrern dann neben den Porsche 911 und 912 Targa auch noch die Porsche-Modelle 924, 944 und 968 mit herausnehmbarem Dachteil zur Verfügung. Bei diesen Vierzylinder-Transaxle-Fahrzeugen konnte man im Gegensatz zum 911 und 912 aber lediglich ein etwas größer als schiebedachgroßes Dachstück herausnehmen, so dass ein circa zehn Zentimeter breiter umlaufender Dachrahmen stehenblieb. Deshalb wurde diese Fahrzeuge folgerichtig nicht als Targa Modelle vermarktet. Es ist auch zu berücksichtigen, dass die Modelle Targa auf einer anderen Rohbau Karosserie als die Coupes aufbauen. Von 2003 bis 2006 bot Porsche mit dem Carrera GT wieder ein Modell mit Targadach an.
Seit dem 10. Mai 2014 ist mit dem Typ 991 Targa 4 und 4S wieder eine Porsche Targa nach altem Vorbild mit Softtop, festem Bügel und großer einteiliger Heckscheibe erhältlich. Im Gegensatz zum Ur-Targa wird das Dach nunmehr mit einem aufwändigen hydropneumatischen Mechanismus betätigt.

## Die Geschichte des Porsche Targa

### Der Porsche Targa des F-Modells

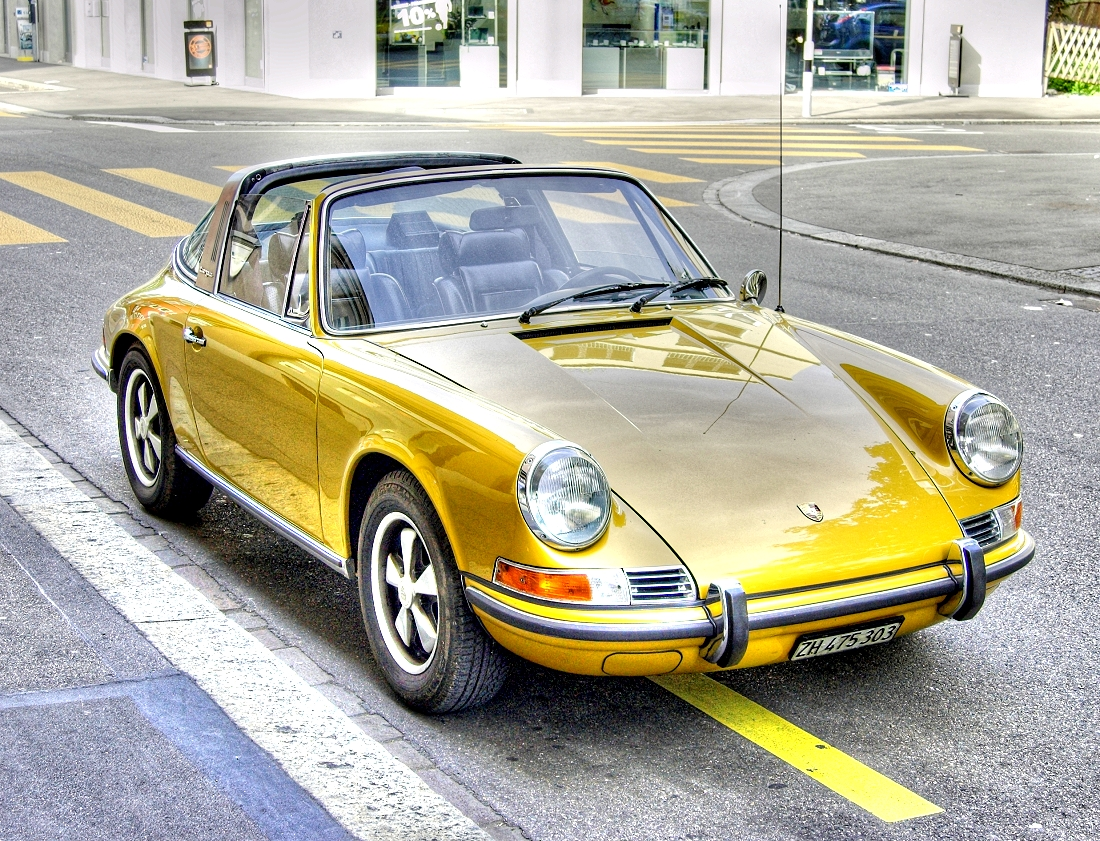
Ein früher Porsche Targa

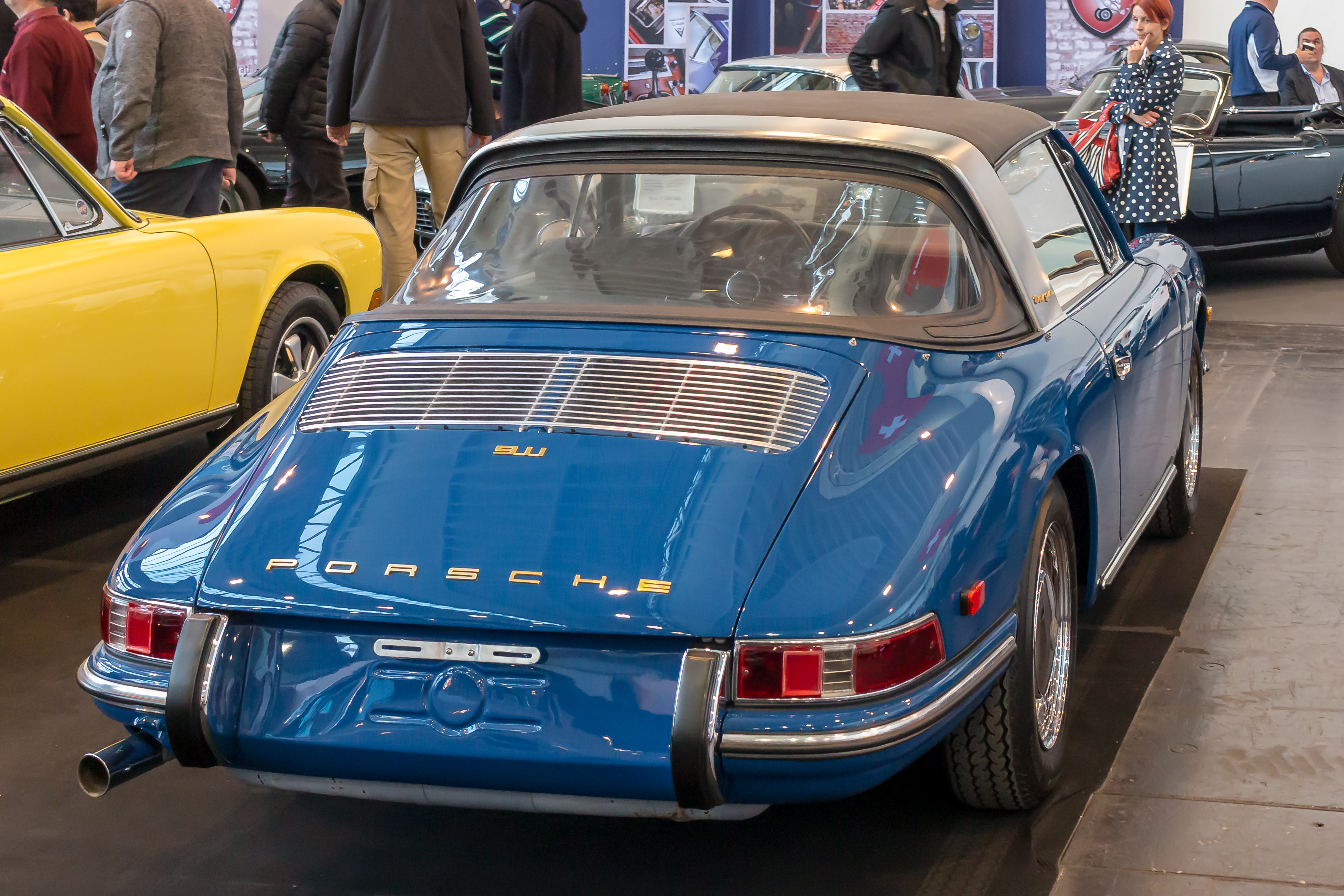
Ur Targa mit Mini-Stoffverdeck mit Kunststoff-Scheibe

Der erste Porsche mit Targadach wurde im September 1965 auf der IAA als Porsche 911 Targa präsentiert. Im Gegensatz zum erst in den 1980er Jahren vorgestellten komplett offenen Porsche 911 Cabriolet gab es ein Überrollschutzsystem (den so genannten Targa-Bügel), wodurch das so entstandene „Sicherheitscabriolet“ den strengeren Zulassungsrichtlinien des für Porsche wichtigen US-amerikanischen Exportmarktes entsprach. Das vordere Dachteil (faltbarer Aludruckgussrahmen mit Kunstlederbezug) und das hintere Mini-Stoffverdeck mit Kunststoff-Scheibe konnten separat entfernt und im Kofferraum verstaut werden. Ab dem Modelljahr 1969 gab es eine fest montierte und aus beheizbarem Sicherheitsglas gefertigte Schutzscheibe im Heck. Bis 1973 entstanden auf Basis des „Urelfers“ insgesamt 23.358 911 Targa und 2.562 Porsche 912 Targa, die zu Grundpreisen zwischen 22.380 DM (911 Targa, 1967) und 34.700 DM (911 S Targa, 1973) verkauft wurden.
Im Januar 2016 legte die Deutsche Post in der Serie „Klassische deutsche Automobile“ eine Briefmarke im Nennwert von 70 Ct. mit der Abbildung eines 1967er Porsche 911 Targa auf.

### Der Porsche Targa des G-Modells

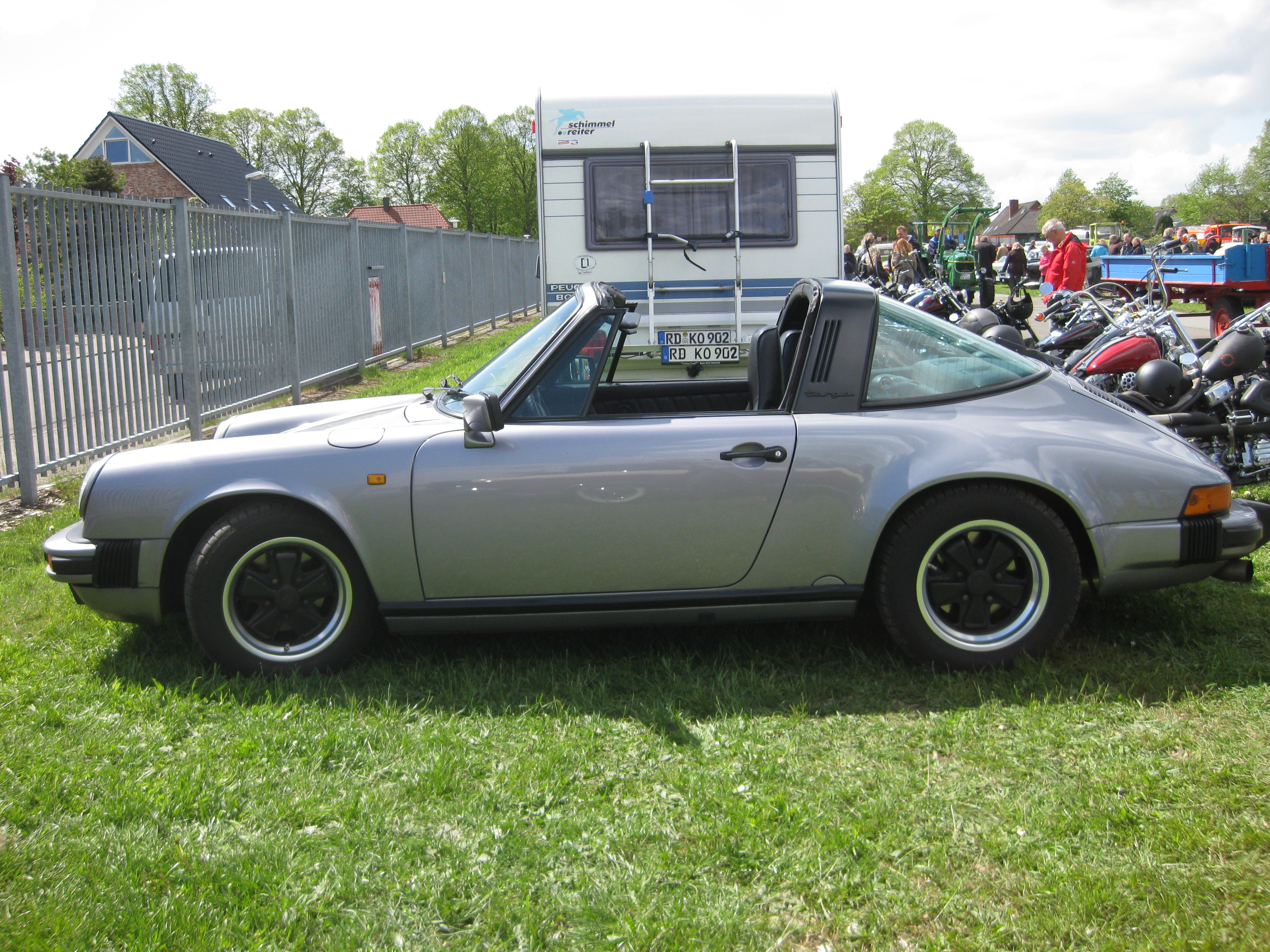
Porsche 911 Targa G-Modell 3,2 L

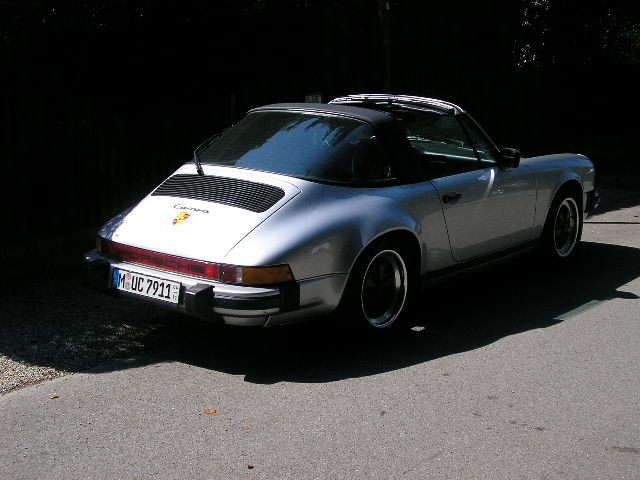
Porsche 911 Targa G-Modell 3,0 L, Baujahr 1980

Mit dem Wechsel zum ab 1973 erhältlichen Porsche 911 G-Modell plante Porsche, das herausnehmbare Faltdach durch ein festes Aluminiumdach zu ersetzen, was bei den Targa-Kunden jedoch auf wenig Gegenliebe stieß. Deshalb wurde ab April 1974 das bekannte Faltdach, welches für den G-Modell-Targa seit seiner Einführung im August 1973 nur gegen Aufpreis erhältlich war, wieder zur Serienausstattung. Ab 1975 ist der Sicherheitsbügel des Carrera Targa schwarz, statt wie bisher silber, eine Änderung, die ab dem Modelljahr 1979 auf alle 911 Targa übertragen wird. Ab dem Frühjahr 1987 ist auch das Topmodell des 911, der 911 Turbo, als Targa lieferbar und bleibt wie das 911 Turbo Coupé mit 4-Gang-Getriebe bis April 1988 erhältlich. Zu Grundpreisen ab 134.850 DM werden 193 Exemplare verkauft. Vom sehr sportlich ausgelegten und von 1987 bis 1989 angebotenen 911 Carrera Clubsport wird ein einziges Fahrzeug als Targa ausgeliefert. Im letzten Modelljahr des G-Modells des Porsche 911 (1989) werden noch 104 Porsche 911 Turbo Targa gefertigt. Von insgesamt 196.932 gefertigten Porsche 911 des G-Modells sind insgesamt 57.349 Targa. Der prozentuale Anteil des Targa am 911-Modellmix entspricht damit also 29,2 %.

### Der Porsche Targa des Typ 964

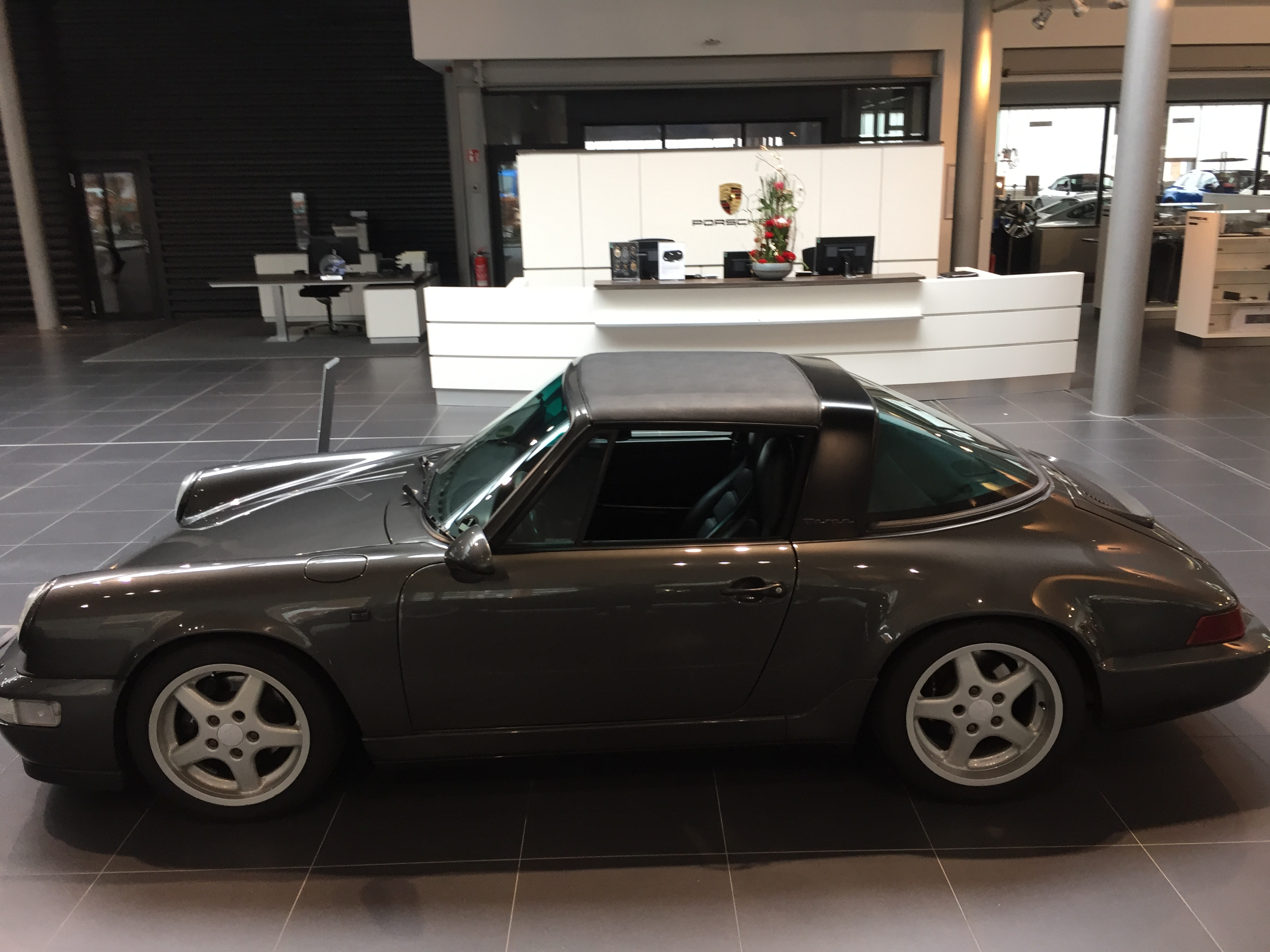
Porsche 964 Targa

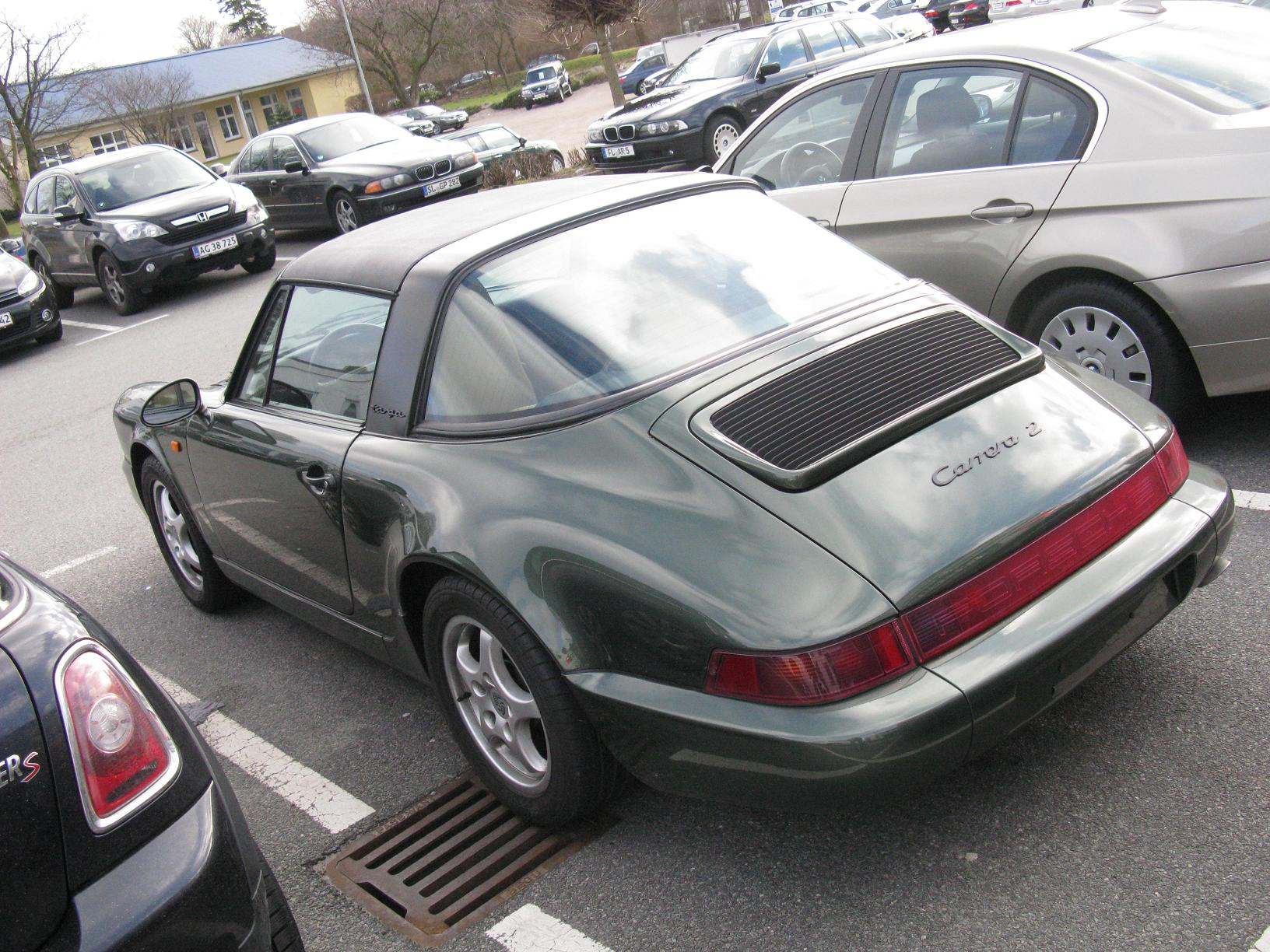
Porsche 911 Carrera 2 Targa

Mit der Vorstellung des Porsche 911 Typ 964 im Jahre 1989 war der 911 Targa erstmals in seiner Geschichte auch mit Allradantrieb erhältlich. Gleichzeitig war der 964 Targa der letzte 911 Targa, welcher über das klassische herausnehmbare Targadach mit Sicherheitsbügel und Glasheckscheibe verfügte, die Nachfolgemodelle seit dem 993 Targa wurden und werden ausschließlich noch mit dem Panorama-Glasdach angeboten. Angetrieben wurden sowohl der Carrera 2 Targa als auch der 911 Carrera 4 Targa von einem 3600 cm³ großen und 184 kW (250 PS) starken Sechszylinder-Boxermotor, der den nach DIN 1.450 kg schweren Sportwagen in 5,7 Sekunden auf 100 km/h und auf maximal 260 km/h beschleunigte. Von 1989 bis 1993 wurden insgesamt 4.863 Exemplare (1.329 Carrera 4 Targa und 3.534 Carrera 2 Targa) zu Grundpreisen ab 108.700 DM (Carrera 2 Targa, 1989) bzw. 121.800 DM (Carrera 4 Targa, 1989) abgesetzt.

### Der Porsche Targa des Typ 993

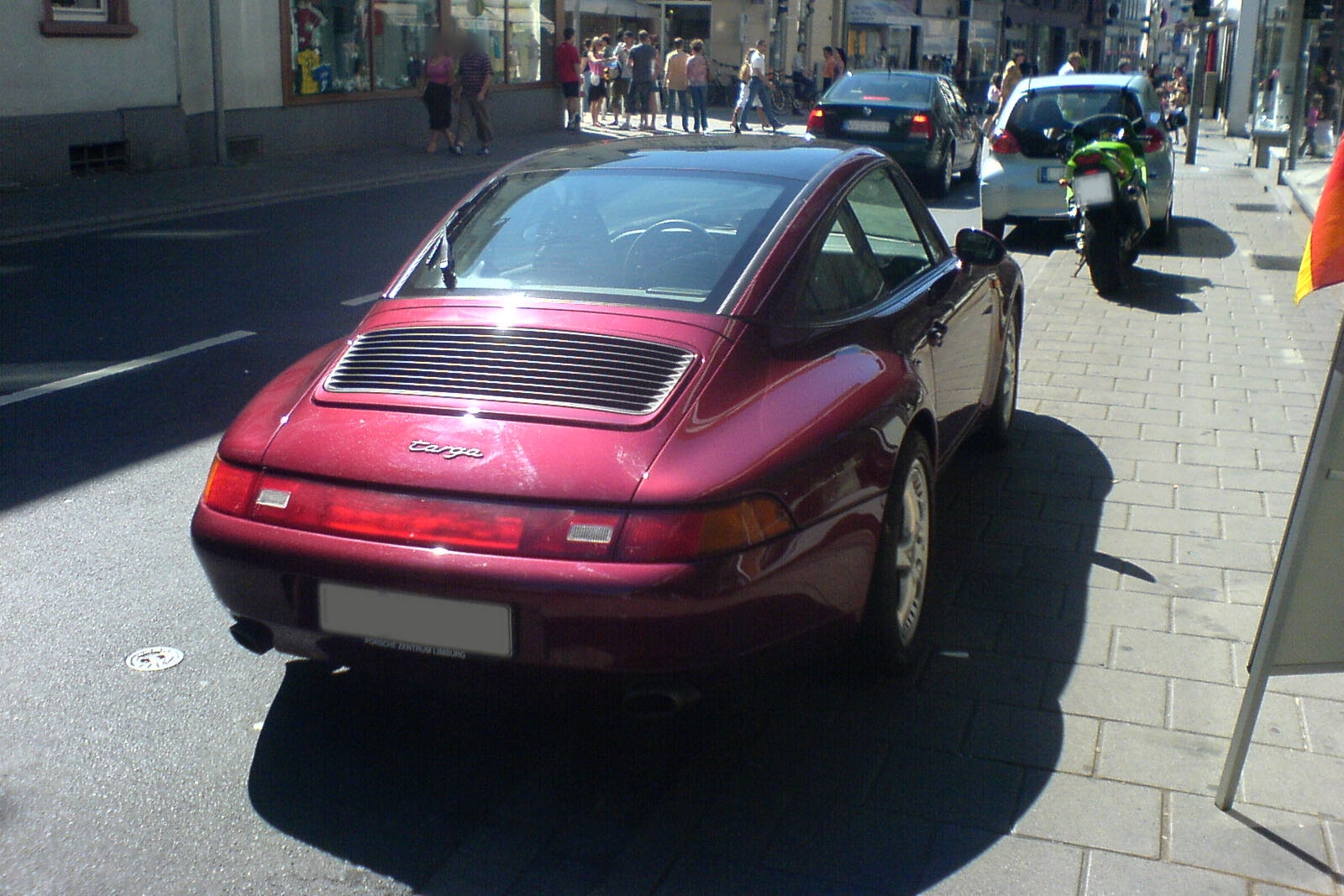
Porsche 911 Targa des Typ 993

Mit der vierten Generation des Porsche 911 Targa wurde im Spätsommer 1995 auf Basis des Porsche 911 Typ 993 ein vollkommen neues Targa-Dachkonzept mit elektrisch bedienbarem, großflächigem Panorama-Glasdach eingeführt, das die bis zum Porsche 964 Targa verwendete Kombination aus Sicherheitsbügel und herausnehmbaren Dachteil ersetzte. Als Basis für den 993 Targa verwendete Porsche die Rohkarosserie des 993 Cabriolet, allerdings mit für die Aufnahme des Glasdaches modifizierten Aufnahmepunkten. Das aus drei Glaselementen, Windabweiser und beweglichem Dach sowie Heckscheibe bestehende Glasdach selbst ist als komplette Einheit bereits vormontiert und wird in der Fahrzeugendmontage mit der Karosserie durch Verschrauben und Verkleben sicher fixiert. Zu Grundpreisen ab 145.000 DM (Stand August 1995) konnten bis 1997 insgesamt 4.583 Porsche 993 Targa abgesetzt werden.

### Der Porsche Targa des Typ 996

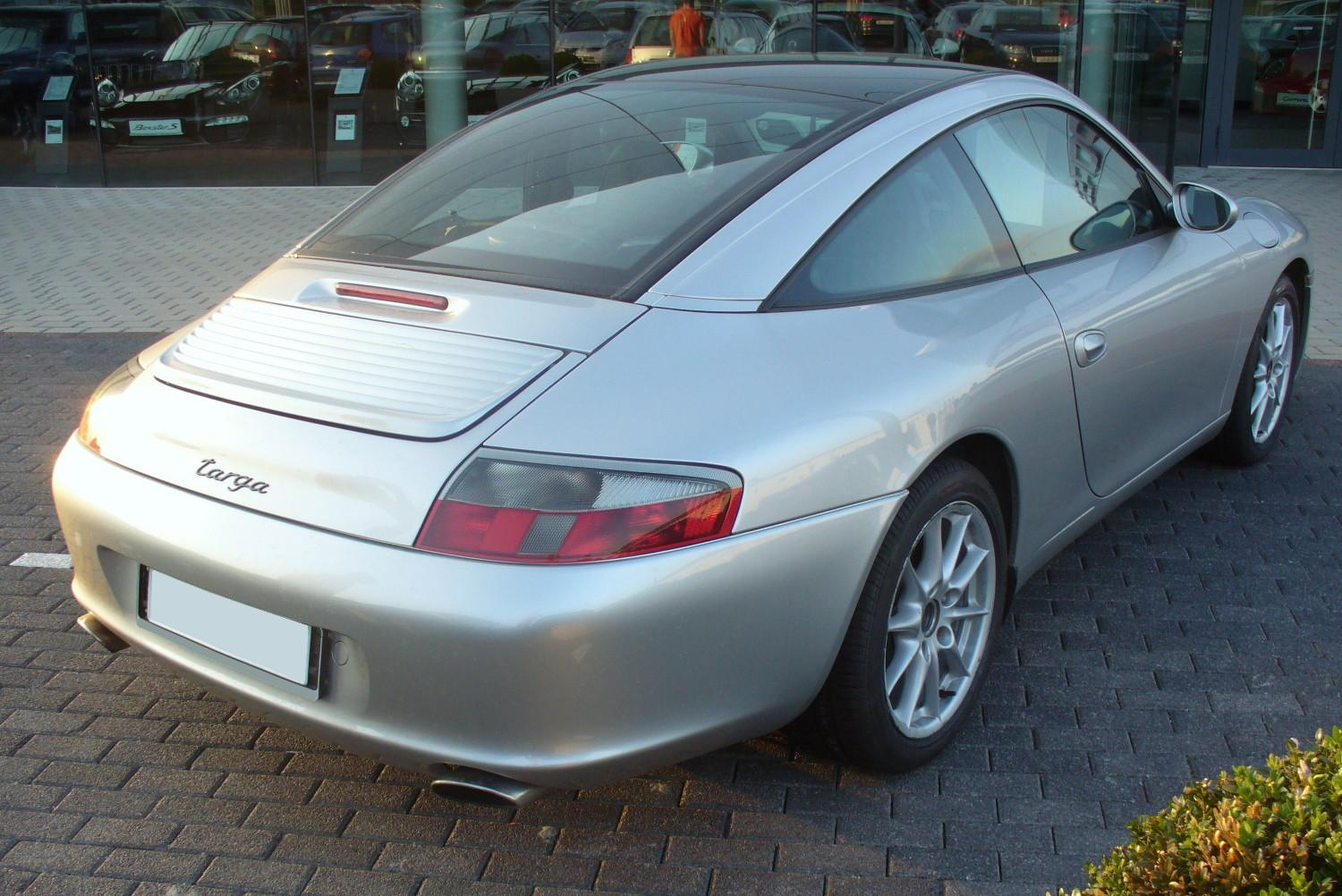
Porsche 911 Targa des Typ 996

Nach nahezu 5.000 verkauften Einheiten des Porsche 993 Targa erschien im August des Jahres 2001 der Porsche 996 Targa, wie sämtliche Modelle des 1996 eingeführten Porsche 996 mit wassergekühltem Sechszylinder-Boxer, und damit der erste wassergekühlte 911 Targa. Die Konstruktion seines Panorama-Glasdaches ist im Vergleich zum 993 Targa nicht wesentlich verändert worden; sie setzt sich nach wie vor aus drei Glaselementen zusammen, die aus grün getöntem Drei-Schichten-Sicherheits-Verbundglas bestehen. Zum Schutz vor zu starker Sonneneinstrahlung oder Kälte kann nach wie vor ein elektrisch bedienbares Rollo ausgefahren werden. Eine wesentliche Neuerung ist jedoch beim 996 Targa zu finden: Die hochklappbare Heckscheibe, welche zum Be- und Entladen der Fondablage elektrisch entriegelt, aus Sicherheitsgründen allerdings nur bei geschlossenem Glasdach geöffnet werden kann. Die Idee zu einer solchen Heckklappe hatte bereits Ferry Porsche in den 1960er Jahren, jedoch war zum damaligen Zeitpunkt nicht geklärt, ob sich diese Konstruktion dauerhaft dicht halten ließe. Die Motorisierung des Targa ist identisch mit dem 996 Carrera (3,6-Liter-Sechszylinder-Boxer-Saugmotor mit 235 kW/320 PS), auf Wunsch gibt es neben dem 6-Gang-Schaltgetriebe alternativ die 5-Gang-Tiptronic S. Die Grundpreise begannen bei 159.041 DM für den 996 Targa mit Schaltgetriebe beziehungsweise 164.656 DM für den mit Tiptronic S ausgestatteten Targa.

### Der Porsche Targa des Typ 997

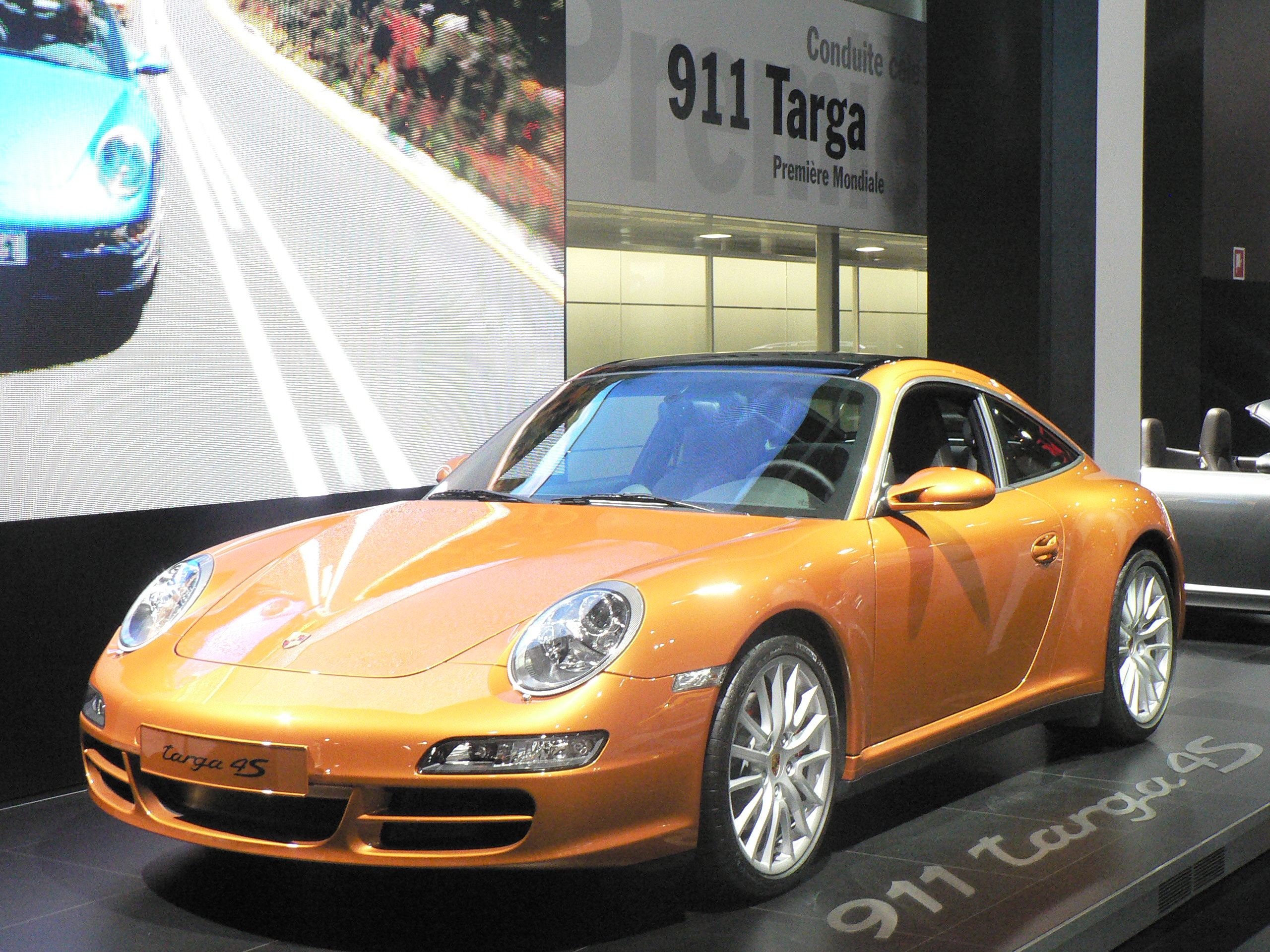
Porsche 997 Targa 4S (2006)

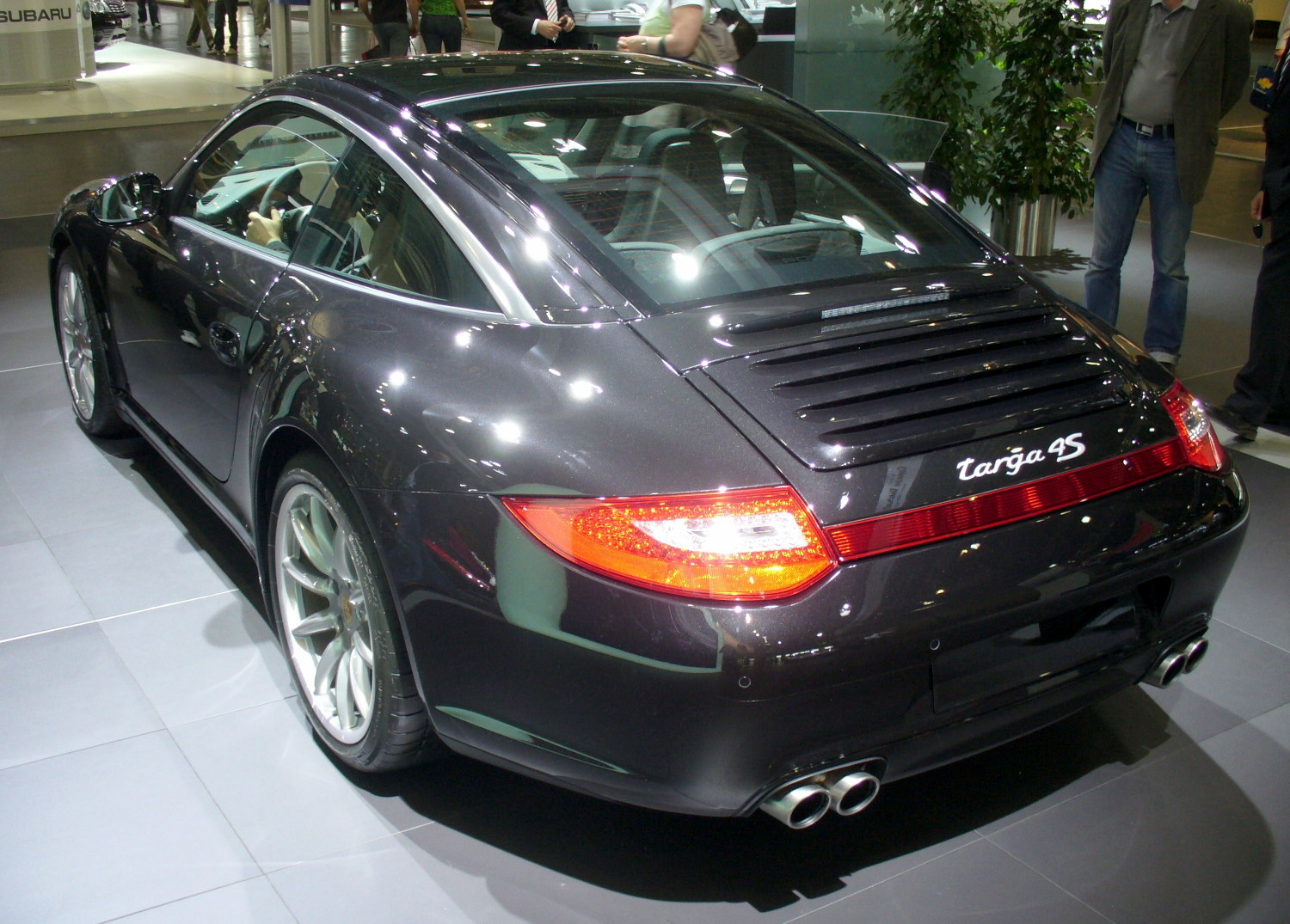
Porsche 911 Targa 4S des Typ 997.2 (2009)

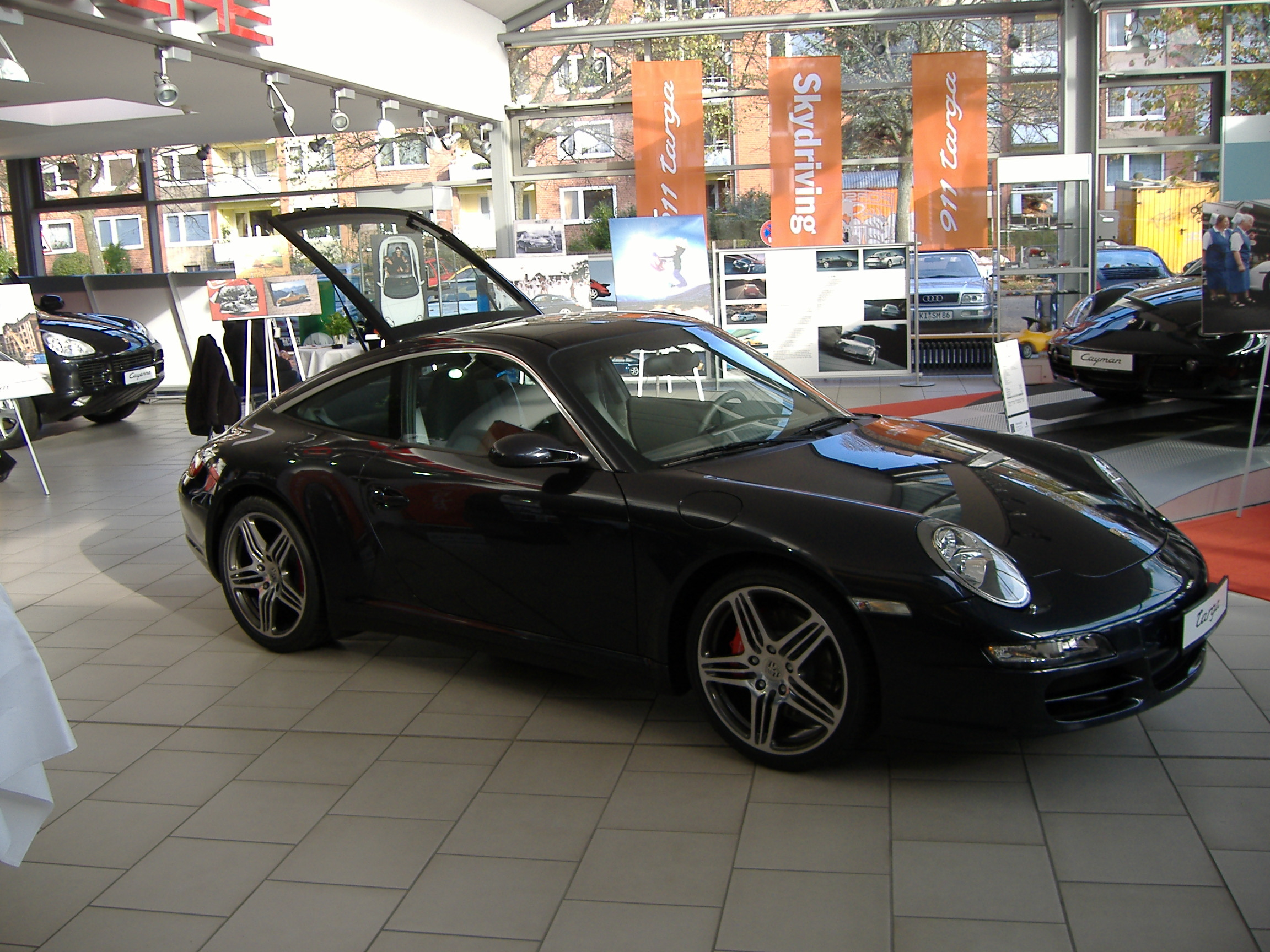
Ansicht mit geöffneter Glasheckklappe

Im November 2006 wurde der Typ 997 durch die Modelle 911 Targa 4 und Targa 4S ergänzt, die erstmals in der Geschichte des Porsche 911 Targa ausschließlich mit Allradantrieb ausgeliefert werden.
Optische Unterschiede zum 997 Carrera finden sich insbesondere in der Silhouette, welche durch die spitz auslaufenden Fond-Seitenscheiben und die beidseitigen, eloxierten und polierten Aluminium-Zierleisten, die an der A-Säule beginnen und hinter den Fond-Seitenscheiben auslaufen, geprägt ist.
Im direkten Vergleich mit dem 911 Targa des Typ 996 ist das Glasdach, welches aus getöntem Spezialglas besteht, um 1,9 kg leichter geworden. Im Innenraum verhindert ein elektrisch bedienbares Sonnenschutzrollo sowohl eine zu starke Sonneneinstrahlung auf die Passagiere, als auch eine übermäßige Aufwärmung oder Abkühlung des Passagierraumes.
Der Porsche 997.1 Targa ist in den Modellversionen Targa 4 mit 239 kW (325 PS) und Targa 4S mit 261 kW (355 PS) erhältlich. Die Grundpreise beginnen bei 100.770,00 Euro für den 911 Targa 4 und 113.860,00 Euro für den 22 kW (30 PS) stärkeren 911 Targa 4S.
Für das „sportlich-selbstbewusste […] Design“ der Porsche 997 Targa-Modelle erhielt Porsche den vom Design Zentrum Nordrhein Westfalen vergebenen „red dot award: product design 2007“.

### Der Porsche Targa des Typ 991

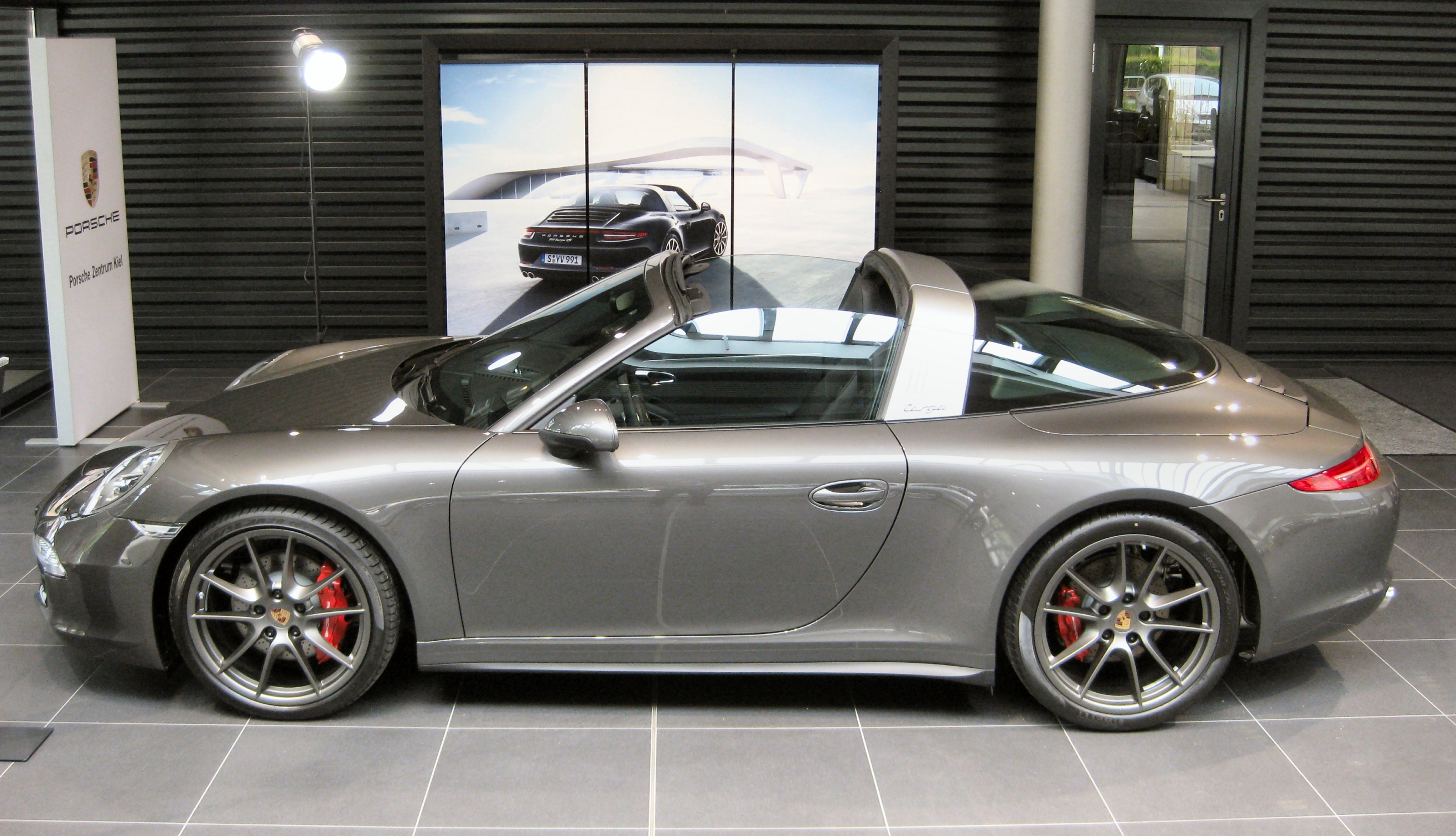
Porsche 911 Targa des Typ 991 (2014)

Am 14. Januar 2014 wurde auf der Motorshow in Detroit der Porsche 911 Targa (Typ 991) vorgestellt. Er zeichnet sich durch ein klassisches Softtop, feststehenden Überrollbügel und einteilige Heckscheibe, wie es seit dem ersten Targa-Modell bis zur Baureihe 964 produziert wurde, aus. Porsche bewirbt dieses Modell u. a. mit dem Slogan „Stellen Sie sich vor, Sie treffen Ihre Jugendliebe wieder. Und sie ist noch schöner geworden.“
Angeboten wird dieses Modell seit dem 10. Mai 2014 in den Versionen 911 Targa 4, 911 Targa 4S und 911 Targa 4 GTS. Das Dachteil zwischen der A-Säule (Frontscheibe) und dem Targabügel (B-Säule) ist ähnlich den Klappdachcabriolets anderer Hersteller automatisch ausfahrbar: Das gesamte Heckscheibenmodul wird dafür zunächst nach hinten ausgefahren. Dabei werden Teile des Targabügels links und rechts ausgeschwenkt, um das Targadach dann hinter den Notsitzen abzulegen. Das Heckscheibenmodul wird schließlich zurück in die Ausgangsposition gebracht.
Die Türen sind rahmenlos, so dass der Bereich zwischen A- und B-Säule dann völlig offen ist, wie es bei den Ur-Targamodellen der Fall war.
Die Basispreise belaufen sich auf 109.338,- EUR für den 911 Targa 4 und auf 124.094,- EUR für den 911 Targa 4S.

## Bildergalerie

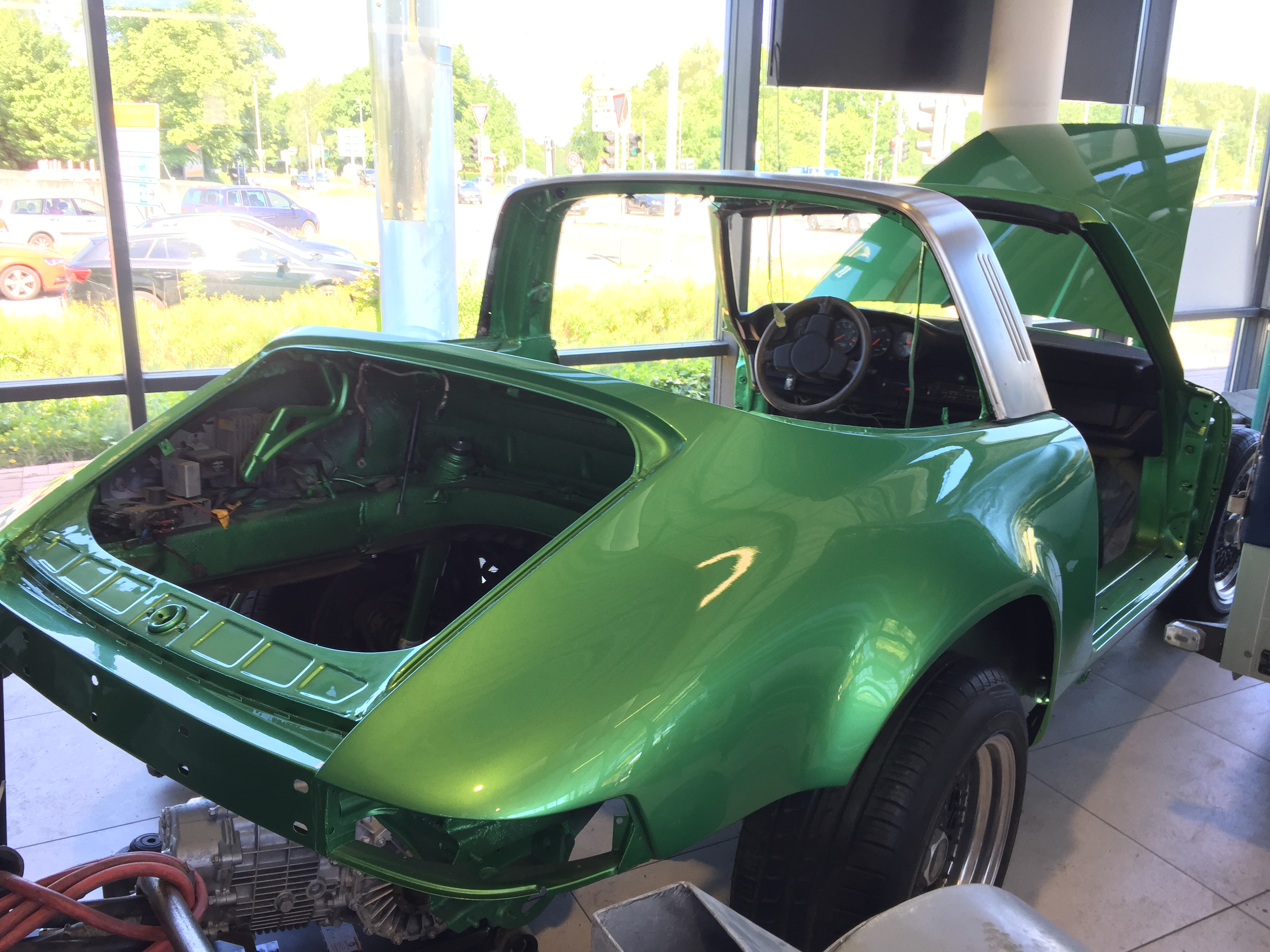
Rohkarosse eines 911 Targa
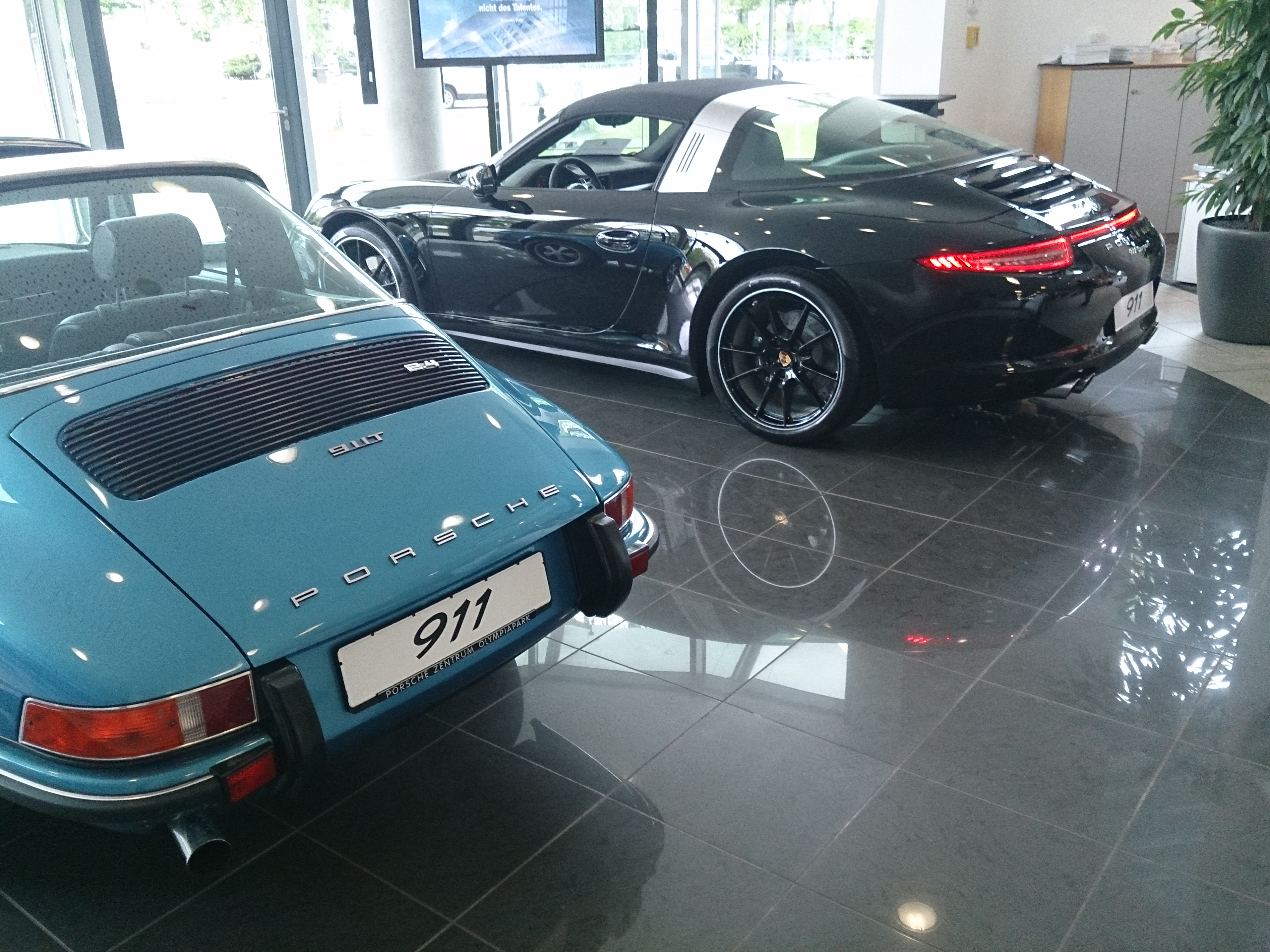
Urmodell 911 Targa mit 991
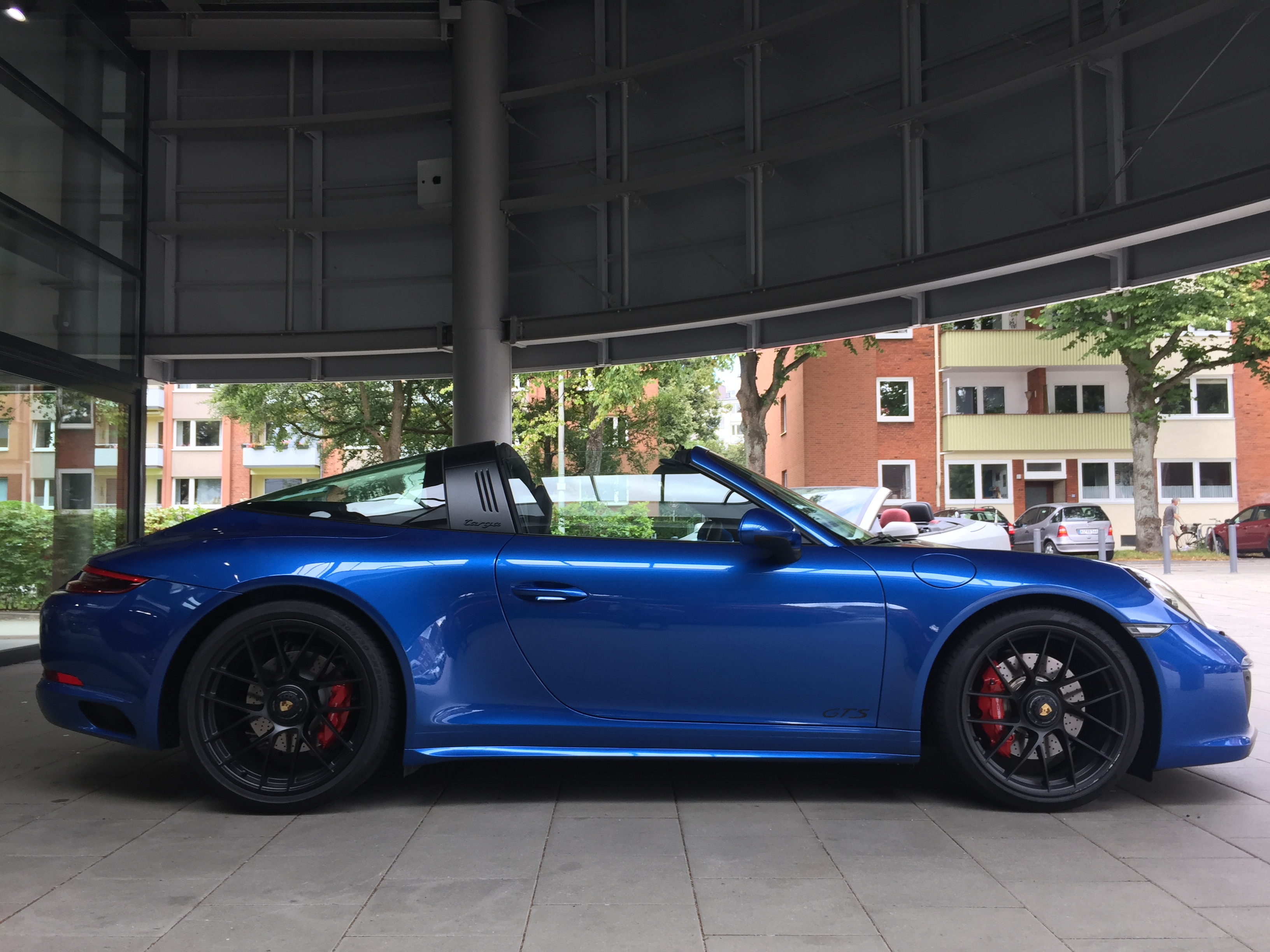
Porsche 991 Targa 4 GTS
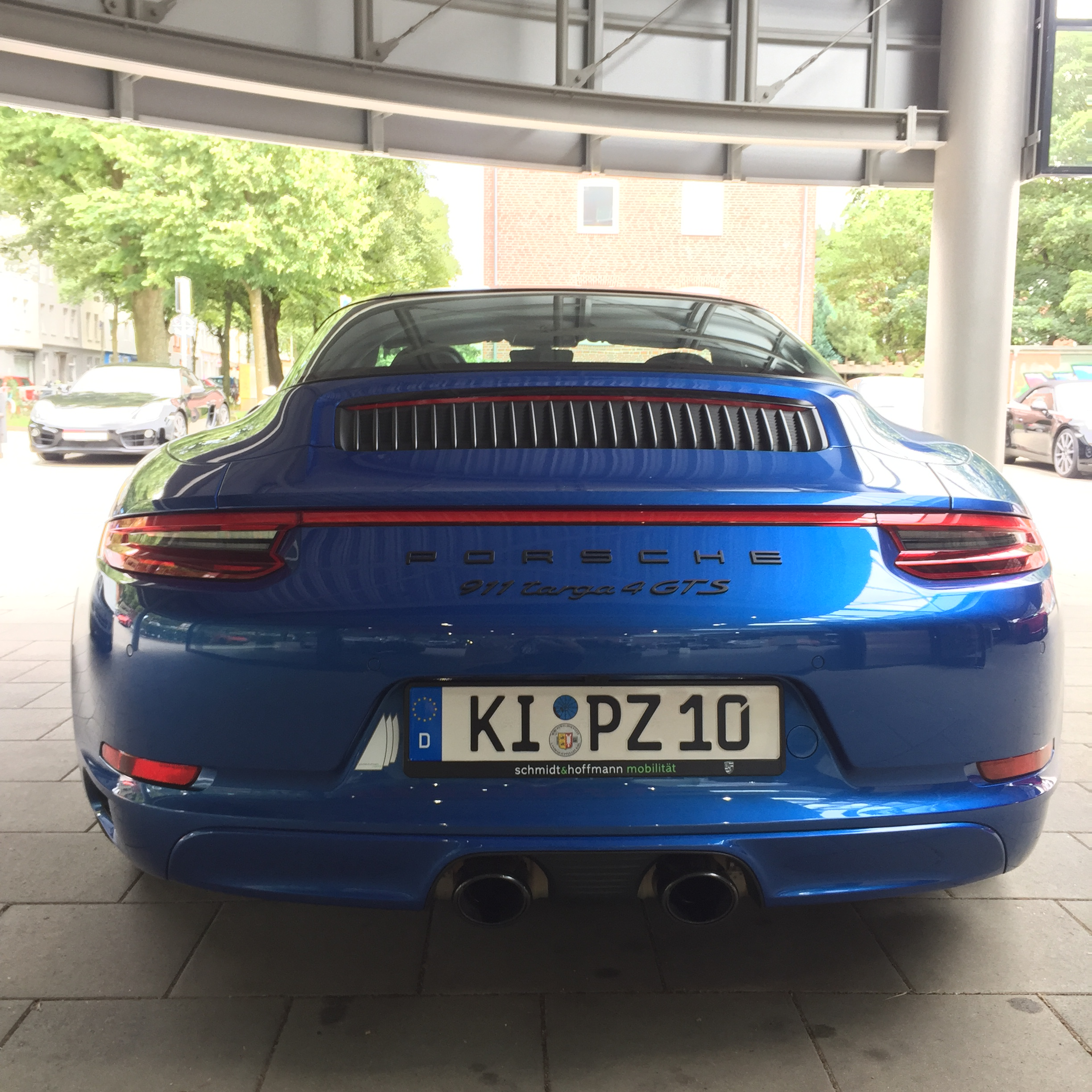
Porsche 991 Targa 4 GTS Heckansicht
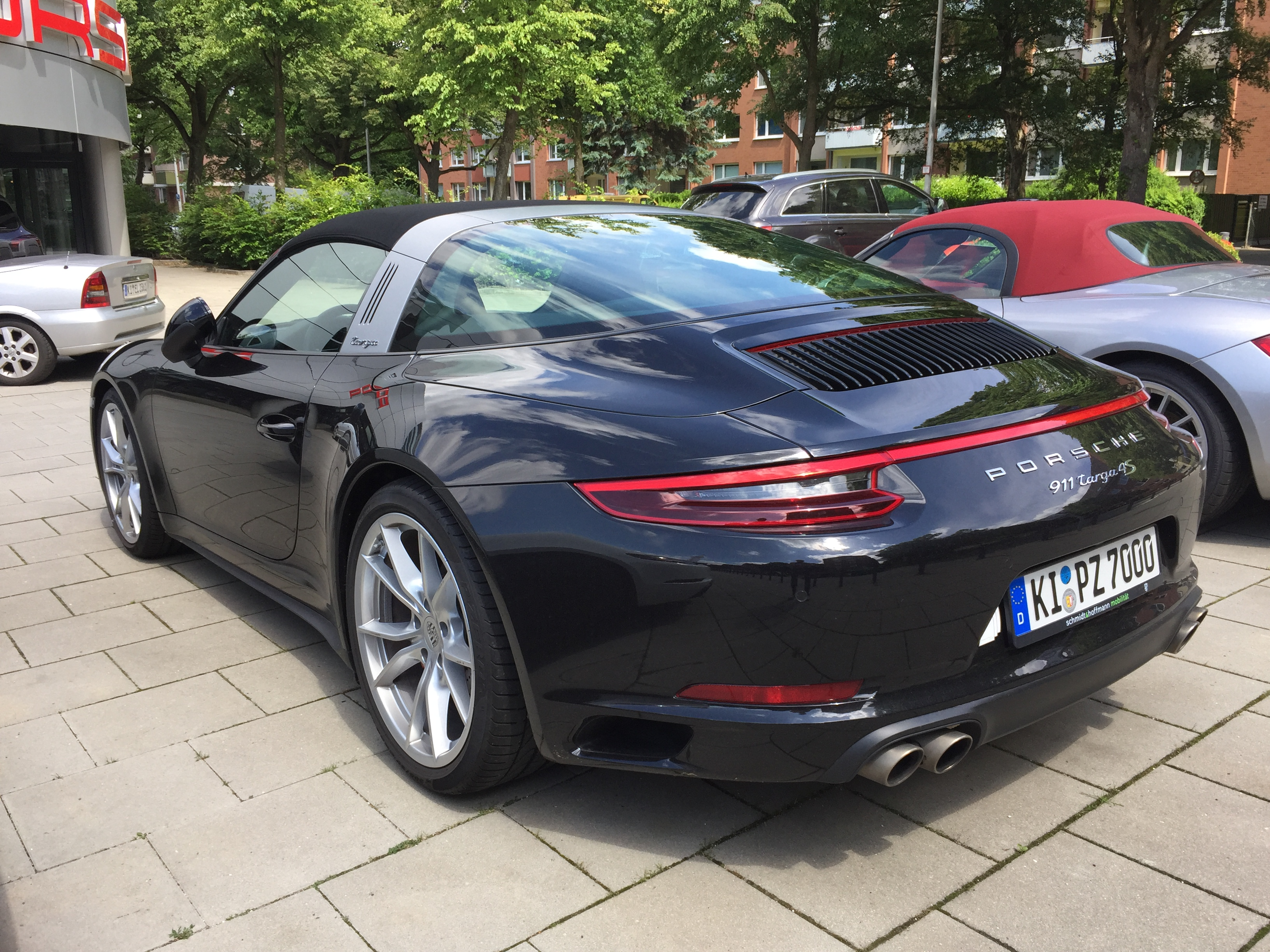
Porsche 991 Targa 4S Heckansicht
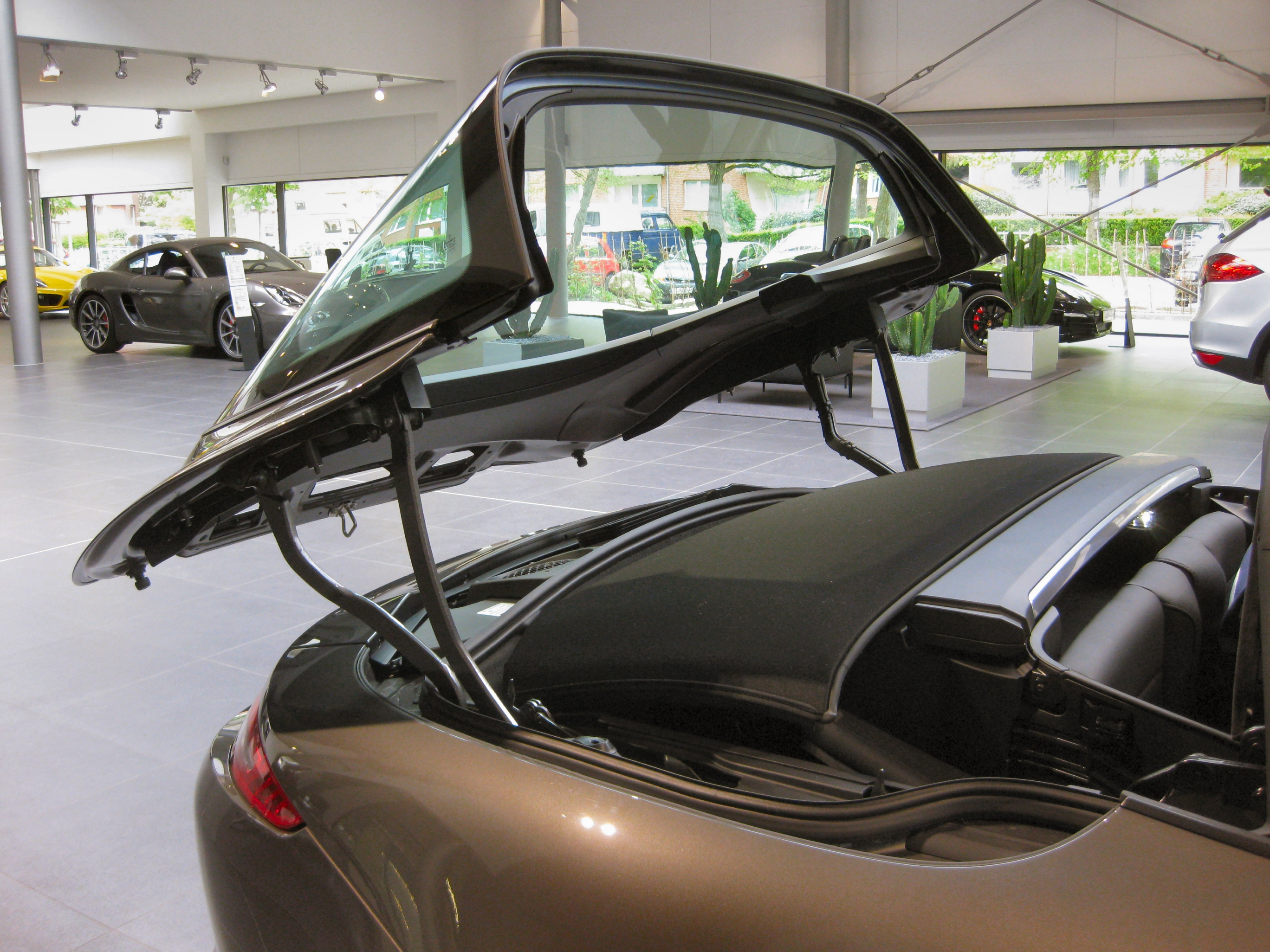
Heckscheibe des 991 Targa in Aktion
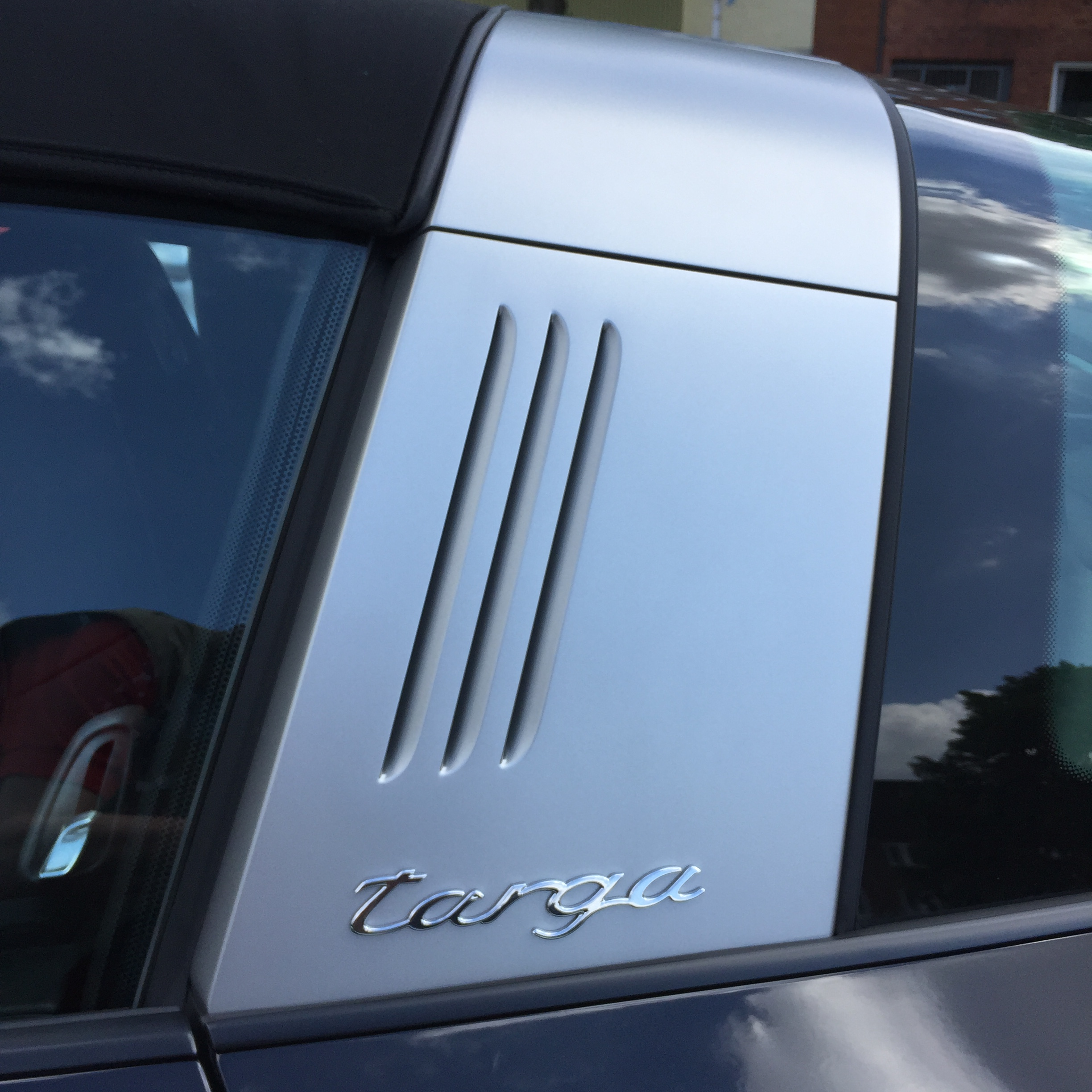
Der charakteristische Targabügel
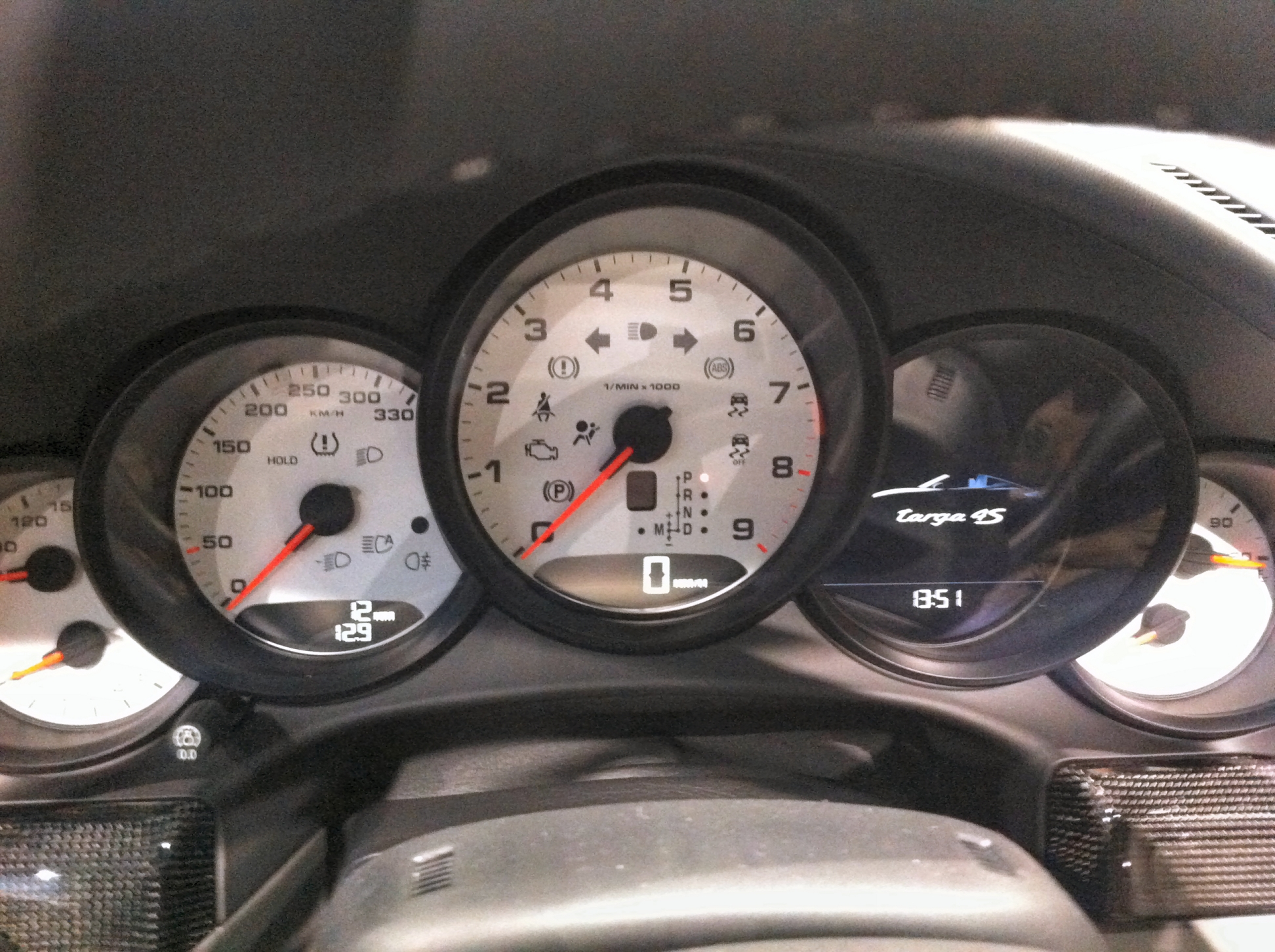
Instrumententafel Targa 4S Typ 991
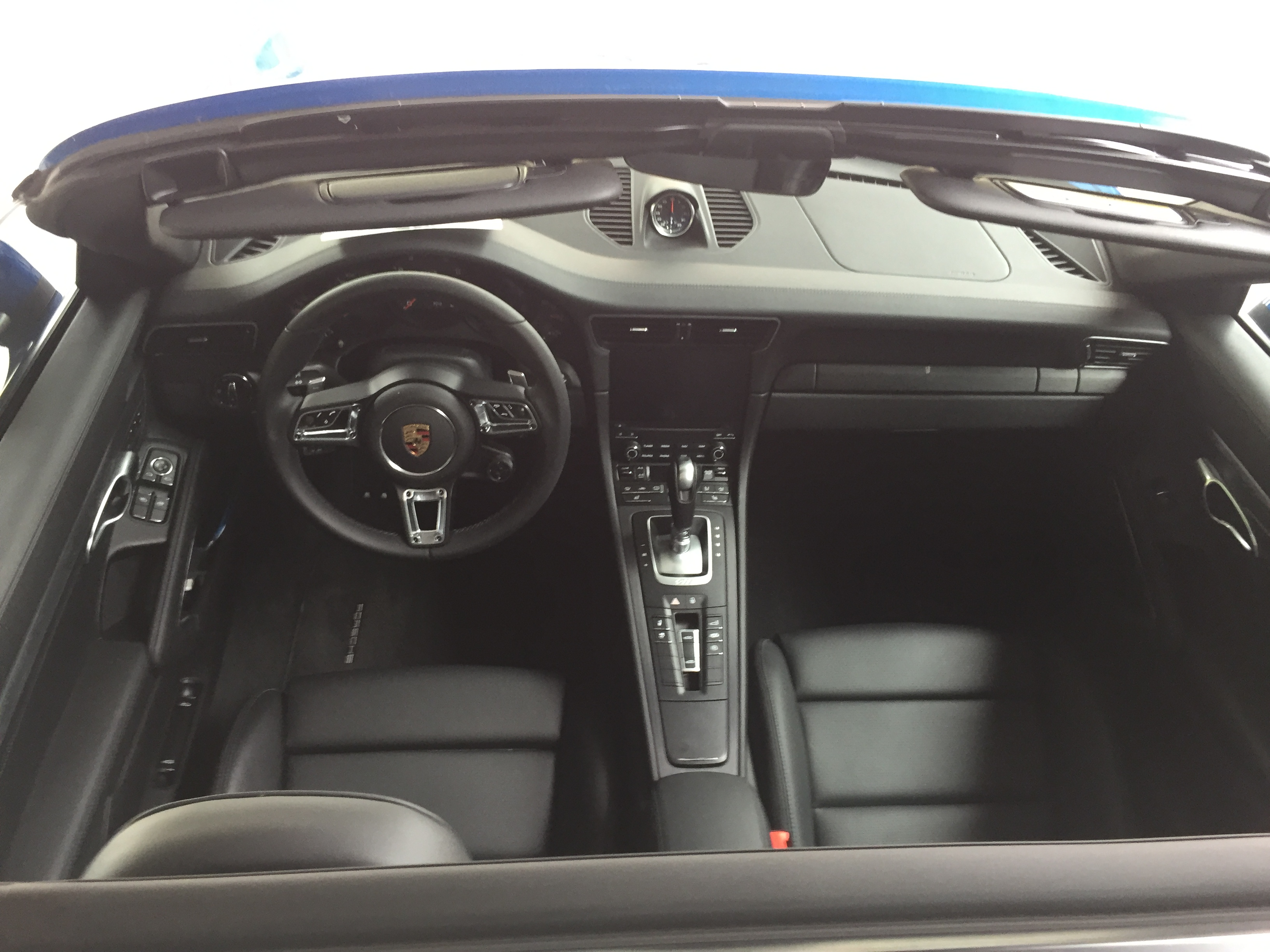
Innenraum Targa 4 GTS Typ 991
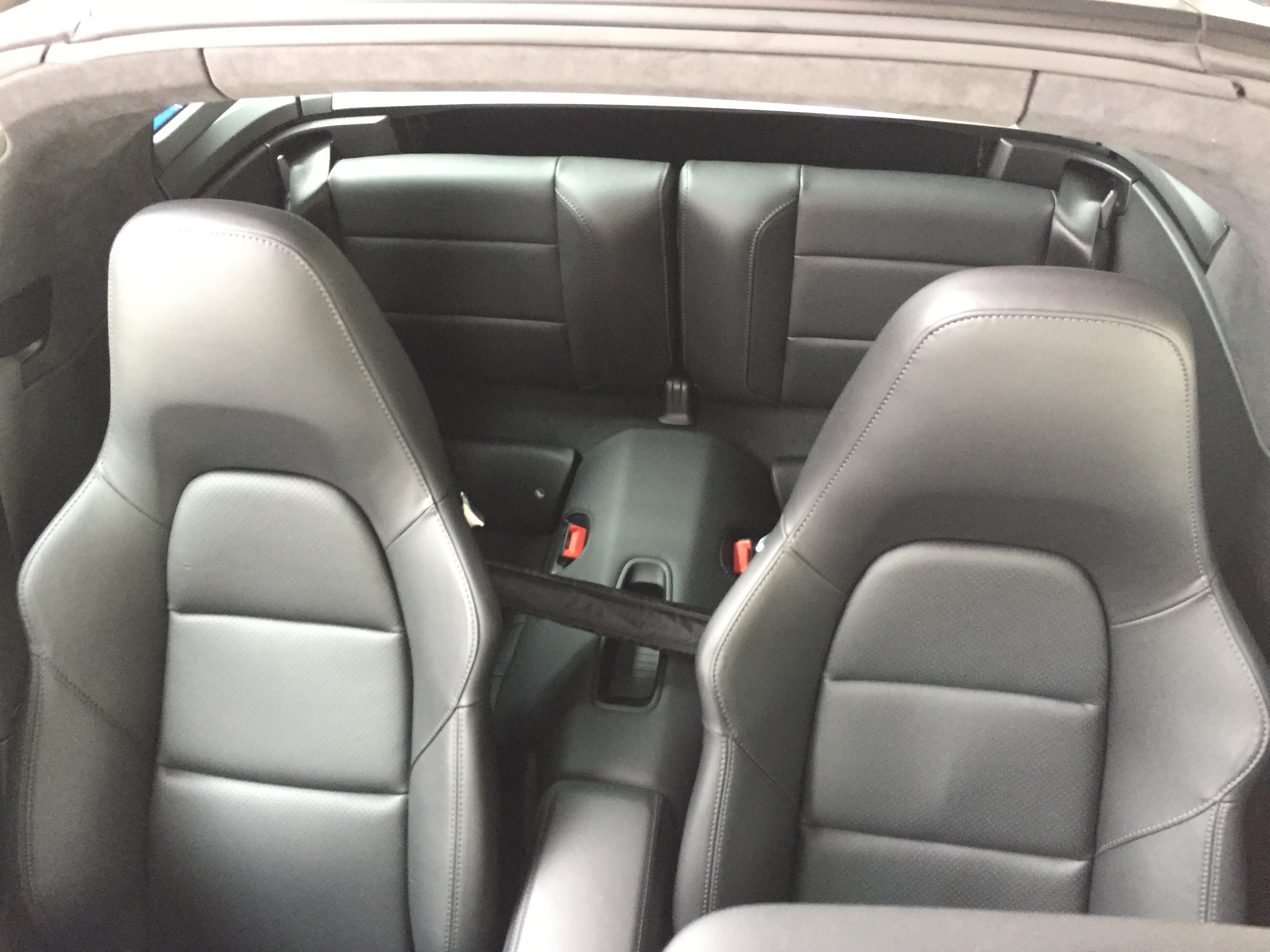
Blick auf die Rückbank des 991 Targa
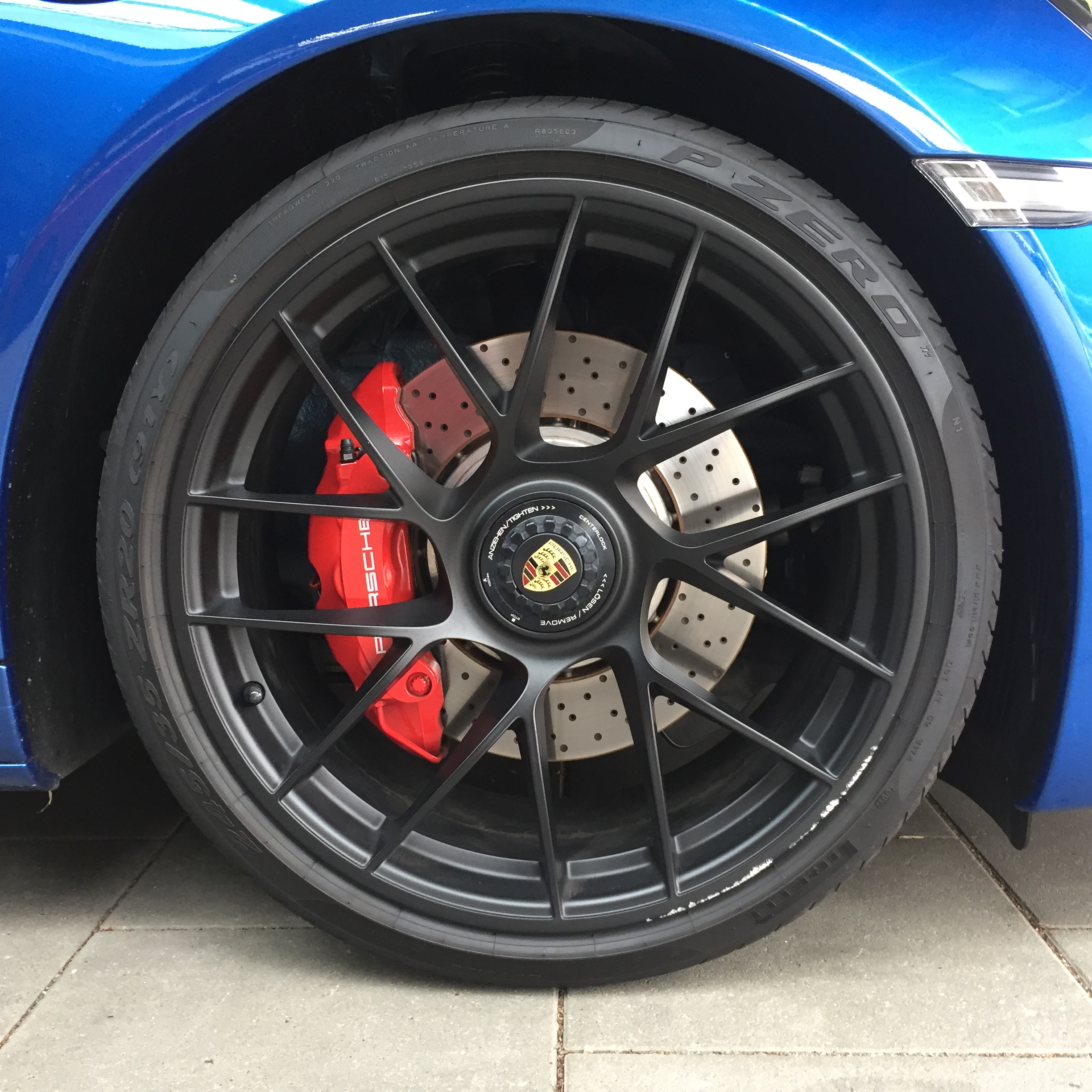
Rad eines Targa 4 GTS mit Zentralverschluss

## Weiterführende Informationen

### Verkaufsliteratur
Porsche 911 Targa und Targa 4S (Typ 997) 2006
- Der 911. Dr. Ing. h. c. F. Porsche AG, Stuttgart. Stand 05/06, WVK 226 410 07 D/WW (auch als PDF)
- Der 911. Die Modelle in Daten. Dr. Ing. h. c. F. Porsche AG, Stuttgart. Stand 10/06 WVK 229 211 07 D/D (auch als PDF; 2,2 MB)